# Skate Canada International de 2006
O Skate Canada International de 2006 foi a trigésima terceira edição do Skate Canada International, um evento anual de patinação artística no gelo organizado pelo Skate Canada, e que fez parte do Grand Prix de 2006–07. A competição foi disputada entre os dias 2 de novembro e 5 de novembro, na cidade de Victoria, Colúmbia Britânica, Canadá.

## Eventos
- Individual masculino
- Individual feminino
- Duplas
- Dança no gelo

## Medalhistas
| Evento                        | Ouro                                            | Prata                                      | Bronze                                    |
| Individual masculino detalhes | Stéphane Lambiel · Suíça                        | Daisuke Takahashi · Japão                  | Johnny Weir · Estados Unidos              |
| Individual feminino detalhes  | Joannie Rochette · Canadá                       | Fumie Suguri · Japão                       | Kim Yu-Na · Coreia do Sul                 |
| Duplas detalhes               | Zhang Dan · Zhang Hao · China                   | Rena Inoue · John Baldwin · Estados Unidos | Valérie Marcoux · Craig Buntin · Canadá   |
| Dança no gelo detalhes        | Marie-France Dubreuil · Patrice Lauzon · Canadá | Tessa Virtue · Scott Moir · Canadá         | Federica Faiella · Massimo Scali · Itália |

## Resultados

### Individual masculino
| Pos.              | Nome              | Nacionalidade    | Pontos | PC         | PL          |
| ----------------- | ----------------- | ---------------- | ------ | ---------- | ----------- |
| Medalha de ouro   | Stéphane Lambiel  | Suíça            | 210.70 | 64.45 (7)  | 146.25 (1)  |
| Medalha de prata  | Daisuke Takahashi | Japão            | 208.21 | 78.80 (1)  | 129.41 (2)  |
| Medalha de bronze | Johnny Weir       | Estados Unidos   | 198.70 | 76.28 (2)  | 122.42 (4)  |
| 4                 | Shawn Sawyer      | Canadá           | 195.17 | 66.75 (6)  | 128.42 (3)  |
| 5                 | Tomáš Verner      | República Tcheca | 192.15 | 71.30 (3)  | 120.85 (5)  |
| 6                 | Yannick Ponsero   | França           | 189.46 | 69.05 (4)  | 120.41 (6)  |
| 7                 | Vaughn Chipeur    | Canadá           | 184.06 | 67.24 (5)  | 116.82 (7)  |
| 8                 | Marc Andre Craig  | Canadá           | 168.32 | 61.33 (8)  | 106.99 (10) |
| 9                 | Jamal Othman      | Suíça            | 167.22 | 56.30 (11) | 110.92 (8)  |
| 10                | Sergei Voronov    | Rússia           | 165.73 | 58.35 (9)  | 107.38 (9)  |
| 11                | Geoffry Varner    | Estados Unidos   | 148.57 | 57.15 (10) | 91.42 (11)  |

### Individual feminino
| Pos.              | Nome             | Nacionalidade  | Pontos | PC         | PL         |
| ----------------- | ---------------- | -------------- | ------ | ---------- | ---------- |
| Medalha de ouro   | Joannie Rochette | Canadá         | 173.86 | 55.60 (5)  | 118.26 (1) |
| Medalha de prata  | Fumie Suguri     | Japão          | 168.76 | 58.52 (2)  | 110.24 (2) |
| Medalha de bronze | Kim Yuna         | Coreia do Sul  | 168.48 | 62.68 (1)  | 105.80 (4) |
| 4                 | Alissa Czisny    | Estados Unidos | 163.69 | 56.12 (4)  | 107.57 (3) |
| 5                 | Susanna Pöykiö   | Finlândia      | 161.58 | 57.62 (3)  | 103.96 (5) |
| 6                 | Mira Leung       | Canadá         | 150.92 | 52.14 (6)  | 98.78 (7)  |
| 7                 | Yoshie Onda      | Japão          | 146.95 | 43.16 (11) | 103.79 (6) |
| 8                 | Xu Binshu        | China          | 142.70 | 48.82 (7)  | 93.88 (8)  |
| 9                 | Lesley Hawker    | Canadá         | 136.68 | 45.02 (8)  | 91.66 (9)  |
| 10                | Alisa Drei       | Finlândia      | 121.65 | 40.46 (12) | 81.19 (10) |
| 11                | Tuğba Karademir  | Turquia        | 112.09 | 44.14 (9)  | 67.95 (11) |
| 12                | Katy Taylor      | Estados Unidos | 110.57 | 43.16 (10) | 67.41 (12) |

### Duplas
| Pos.              | Nome                                | Nacionalidade  | Pontos | PC        | PL         |
| ----------------- | ----------------------------------- | -------------- | ------ | --------- | ---------- |
| Medalha de ouro   | Zhang Dan / Zhang Hao               | China          | 190.97 | 69.54 (1) | 121.43 (1) |
| Medalha de prata  | Rena Inoue / John Baldwin           | Estados Unidos | 166.32 | 55.20 (3) | 111.12 (2) |
| Medalha de bronze | Valérie Marcoux / Craig Buntin      | Canadá         | 166.19 | 58.14 (2) | 108.05 (3) |
| 4                 | Elizabeth Putnam / Sean Wirtz       | Canadá         | 158.71 | 53.82 (4) | 104.89 (4) |
| 5                 | Tiffany Vise / Derek Trent          | Estados Unidos | 150.46 | 49.50 (5) | 100.96 (5) |
| 6                 | Kendra Moyle / Andy Seitz           | Estados Unidos | 135.96 | 46.38 (7) | 89.58 (6)  |
| 7                 | Jessica Miller / Ian Moram          | Canadá         | 133.06 | 44.58 (8) | 88.48 (7)  |
| 8                 | Angelika Pylkina / Niklas Hogner    | Suécia         | 131.17 | 47.02 (6) | 84.15 (8)  |
| 9                 | Rumiana Spassova / Stanimir Todorov | Bulgária       | 110.11 | 39.08 (9) | 71.03 (9)  |

### Dança no gelo
| Pos.              | Nome                                    | Nacionalidade    | Pontos | DC         | DO         | DL         |
| ----------------- | --------------------------------------- | ---------------- | ------ | ---------- | ---------- | ---------- |
| Medalha de ouro   | Marie-France Dubreuil / Patrice Lauzon  | Canadá           | 196.68 | 38.83 (1)  | 59.04 (1)  | 98.81 (1)  |
| Medalha de prata  | Tessa Virtue / Scott Moir               | Canadá           | 171.92 | 29.51 (3)  | 54.12 (2)  | 88.29 (3)  |
| Medalha de bronze | Federica Faiella / Massimo Scali        | Itália           | 170.73 | 33.19 (2)  | 49.15 (5)  | 88.39 (2)  |
| 4                 | Meryl Davis / Charlie White             | Estados Unidos   | 162.66 | 25.53 (8)  | 52.30 (3)  | 84.83 (4)  |
| 5                 | Anastasia Platonova / Andrei Maximishin | Rússia           | 157.45 | 27.87 (4)  | 49.60 (4)  | 79.98 (5)  |
| 6                 | Kimberly Navarro / Brent Bommentre      | Estados Unidos   | 152.57 | 26.95 (6)  | 47.78 (6)  | 77.84 (6)  |
| 7                 | Chantal Lefebvre / Arseni Markov        | Canadá           | 145.12 | 25.31 (9)  | 44.33 (7)  | 75.48 (7)  |
| 8                 | Natalia Mikhailova / Arkadi Sergeev     | Rússia           | 140.97 | 27.16 (5)  | 43.97 (8)  | 69.84 (9)  |
| 9                 | Trina Pratt / Todd Gilles               | Estados Unidos   | 139.44 | 25.78 (7)  | 38.81 (10) | 74.85 (8)  |
| 10                | Kamila Hájková / David Vincour          | República Tcheca | 127.70 | 22.96 (11) | 39.93 (9)  | 64.81 (10) |
| 11                | Yu Xiaoyang / Wang Chen                 | China            | 126.36 | 25.13 (10) | 38.27 (11) | 62.96 (11) |

## Quadro de medalhas
| Ordem | País           | Medalha de ouro | Medalha de prata | Medalha de bronze |    | Ordem por total |
| ----- | -------------- | --------------- | ---------------- | ----------------- | -- | --------------- |
| 1     | Canadá         | 2               | 1                | 1                 | 4  | 1               |
| 2     | China          | 1               |                  |                   | 1  | 4               |
| 2     | Suíça          | 1               |                  |                   | 1  | 4               |
| 4     | Japão          |                 | 2                |                   | 2  | 2               |
| 5     | Estados Unidos |                 | 1                | 1                 | 2  | 2               |
| 6     | Coreia do Sul  |                 |                  | 1                 | 1  | 4               |
| 6     | Itália         |                 |                  | 1                 | 1  | 4               |
| TOTAL | TOTAL          | 4               | 4                | 4                 | 12 | —               |